# Плати (Италия)
Вижте пояснителната страница за други значения на Плати.
Платѝ (на италиански: Platì, от гръцкото име Πλατύ, на местен диалект Pratì, Прати) е малко градче и община в Южна Италия, провинция Реджо Калабрия, регион Калабрия. Разположено е на 300 m надморска височина. Населението на общината е 3688 души (към 2012 г.).